# Incydent w Byczynie
Napaść na leśniczówkę w Pitschen, zwany incydentem w Byczynie – sfingowany atak na leśniczówkę w Byczynie w ramach operacji Himmler (będącej częścią większej „operacji Tannenberg”) w przeddzień rozpoczęcia II wojny światowej. 

## Lokalizacja
Lokalizacja miała topografię sprzyjającą inscenizacji fałszywych incydentów granicznych. Granicę stanowiła tam rzeka Prosna, bądź jedna z jej licznych odnóg. Ponieważ rzeka ta przepływa przez podmokłe łąki, linia graniczna w tym miejscu była wyjątkowo nieczytelna. W sąsiedztwie doliny rzecznej rozciągał się las o nazwie Pitschener Stadtwald, którego nazwa wywodzi się od pobliskiej miejscowości Pitschen (Byczyna). Leśniczówka w Pitschen, znajdowała się na skraju lasu Schlüsselwald, około trzech kilometrów na północ od miasta Byczyna. Był to samotny kamienny budynek, niegdyś główny dom starego majątku znanego lokalnie jako Kluczów. Granica niemiecko-polska przebiegała wzdłuż rzeki Prosny, tuż na północ od tej lokalizacji, co umożliwiało podejście przez las i udawanie polskiego oddziału..

## Przygotowania
Ta i inne operacje dywersyjne kierowane przez Himmlera nie były celem samym w sobie, ale stanowiły jedynie element szerszej strategii dezinformacyjnej i propagandowej, przygotowującej grunt pod agresję na Polskę. Były one częścią kompleksowego planu, realizowanego zgodnie z wytycznymi Hitlera przez Ministerstwo Spraw Zagranicznych Ribbentropa oraz Ministerstwo Propagandy Goebbelsa. Wykonanie zadania Hitler powierzył Reichsführerowi SS i szefowi policji, Heinrichowi Himmlerowi, a także podległemu mu szefowi Policji Bezpieczeństwa (Sicherheitspolizei) i Służby Bezpieczeństwa (SD), Grupenführerowi SS Reinhardowi Heydrichowi.
Bezpośrednio za „polski atak” na leśniczówkę w Pitschen odpowiedzialny był Otto Rasch, były szefa Gestapo w Linz. 
Atak ten, podobnie jak inne prowokacje w ramach operacji „Himmler”, miał wyglądać na spontaniczne działanie uzbrojonych Polaków.
Punkt dowodzenia operacyjnego dla akcji w Pitschen mieścił się w Opolu, w siedzibie miejscowego Gestapo kierowanego przez Schäfera. Dodatkowo z Gliwic poprowadzono bezpośrednie linie telefoniczne do punktu kontaktowego w Sandhäuser (obecnie niezidentyfikowana lokalizacja, najpewniej w okolicach Byczyny), gdzie znajdowało się biuro celne wspierające działania oddziału napastników.
Komunikacja między dowództwem Heydricha w Berlinie a punktami dowodzenia w terenie miała odbywać się wyłącznie telefonicznie lub za pomocą szyfrowanych wiadomości przekazywanych przez kurierów motocyklowych, bez użycia radiostacji.

## Przebieg
W napadzie na leśniczówkę w ówczesnym Pitschen uczestniczyła grupa prowokatorów w cywilnych ubraniach, upozorowana na polską bojówkę, która dokonała zdemolowania obiektu i wycofała się bez strat i bez napotkania oporu.